# آمنة القلالي
آمنة القلالي ولدت في 14 تشرين الثاني/نوفمبر 1972 في طرابلس في ليبيا، وهي الابنة الوحيدة لأم تونسية وأب ليبي. عندما كانت في الثامنة من عمرها هرب والداها من الحكم الديكتاتوري لمعمر القذافي. تركوا ليبيا واستقروا في تونس. ثم واصلت دراستها في تونس العاصمة. بعد الثانوية العامة، التحقت بالجامعة وحصلت على شهادة في القانون من كلية العلوم القانونية والسياسية والاجتماعية في تونس العاصمة. ثم أعدت شهادة ماجستير في الدراسات العليا في القانون الدولي العام تحت إشراف سليم لغماني.
بعد أن أنهت دراستها، عملت امنة لدى اللجنة الدولية للصليب الأحمر في المغرب العربي، ثم عملت لمدة عامين في روما في المنظمة الدولية لقانون التنمية. ثم استأنفت دراستها في معهد الجامعة الأوروبية في فيسولي وحصلت على الدكتوراه في عام 2008. أعدت رسالتها تحت إشراف بيير ماري دبوي وسليم لغماني حول القانون الدولي بين الإنسانية والتجريم. نُشرت هذه التّسلمة في العام 2015 من قبل الجامعات الأوروبية، ثم انضمت إلى معهد تي إم سي (أسير إنستيتوفي) في لاهاي، ومن ثم انضمت إلى المحكمة الجنائية الدولية في نفس المدينة كمحللة في مكتب المدعي العام.
عندما اندلعت الثورة التونسية في عام 2011، قررت العودة إلى بلدها للمشاركة في تطورها. فتحت مكتب هيومن رايتس ووتش في تونس، وعن طريقه، أجرت تحقيقات حول العديد من حالات حقوق الإنسان، على سبيل المثال، اغتيال شكري بلعيد في فبراير 2013 وبيئة التحريض على الكراهية والعنفوالإدانات المستمرة للمدون ياسين العياري من قبل المحاكم العسكرية في عامي 2014 و2015. كانت أيضًا نشطة في التطورات الضرورية مثل المساواة للمرأة في الميراث.
وبسبب أنشطتها تعرضت لضغوطات عدة، فعلى سبيل المثال، في آب/أغسطس 2013، احتُجزت لعدة ساعات ثم أُطلق سراحها، كجزء من تحقيقاتها في قضايا الإرهاب والاغتيالات السياسية.

## الجوائز
آمنة القلالي كانت من بين الوفد التونسي الذي فاز بجائزة نوبل للسلام لعام 2015.
في عام 2017، حصلت على الجائزة السنوية لمنظمة «مشروع الديمقراطية في الشرق الأوسط».